# Chlosyne riobalsensis
Chlosyne riobalsensis är en fjärilsart som beskrevs av Bauer 1961. Chlosyne riobalsensis ingår i släktet Chlosyne och familjen praktfjärilar. Inga underarter finns listade i Catalogue of Life.